# 米纳斯吉拉斯州
米纳斯吉拉斯州（葡萄牙語：Minas Gerais，[ˈminɐz ʒeˈɾajs] ⓘ）是巴西东南部一个州，人口约两千万。是巴西第二人口大州，国内生产总值也排名全国第三。该州以山、瀑布、历史名城、宝石，以及盛产铁等金属而著称。
米纳斯吉拉斯州共有853座城市，是巴西城市最多的一州。州政府所在地为贝洛奥里藏特是米纳斯吉拉斯州最大的城市，有240万居民，是拉丁美洲的主要城市和金融中心，是巴西第六大城市。米纳斯吉拉斯州还是诞生巴西总统数量最多的州和巴西第四大州，面积是586,528平方（226,460平方英里） - 比法國本土略大。
米纳斯吉拉斯州是该国主要的咖啡和牛奶生产州，其历史名城如圣若昂-德雷，孔戈尼亚斯，欧鲁普雷图，迪亚曼蒂纳，蒂拉登蒂斯和马里亚纳以其建筑和殖民艺术的遗产而闻名。
米纳斯吉拉斯州在巴西国内生产总值僅次于圣保罗州及里约州，在18世纪淘金时代时巩固了巴西内陆的殖民。在18世纪尾期淘金低潮，经济停滞，直到19世纪初出现了具有强大出口启动力的咖啡，在联邦政府的保护政策之下开始工业化，盖建道路、水力发电厂以满足行业的需求。
米纳斯吉拉斯州位于海拔100米至1500米的高原上，最高点2891.9米为比库大邦德拉Pico da Bandeira，意为旗峰。
该州是一个比较多样化的州，比如在北部是比较干旱的气候，在南部却比较潮湿。北部和西部以奶牛、牛奶、牛肉闻名。不同种族的人混杂地住在一起。
巴巴塞纳是该州东南部的一个内陆城市。